# Zimri
Pour les articles homonymes, voir Zimri (homonymie).
Zimri (hébreu : זִמְרִי) est selon la Bible le chef de la moitié des chars d'Éla, roi d'Israël et fils de Baasa, roi d'Israël avant lui. Il devint le cinquième roi d’Israël. Son nom signifie « Louable ».

## Récit biblique
Zimri, général d'Éla, profita d'une ivresse du roi pour se révolter contre lui et le tuer à Tirtza où le roi résidait. Ceci la deuxième année du règne d'Éla et la vingt-septième année du règne d'Asa (vers 885 av. J.-C.), roi de Juda
Zimri fit mourir ensuite tous les mâles de la famille de Baasa. Zimri fut l'instrument de la colère de Yahweh, Dieu d'Israël, pour les péchés que ceux-ci avaient commis contre lui. Il accomplit ainsi la parole de Yahweh donnée au prophète Jéhu fils de Hanani (1R. 16.1). Selon le Premier Livre des Rois (1R. 16, 10-15), Zimri ne régna que sept jours, après quoi le peuple d'Israël se souleva et Zimri, assiégé dans le palais du roi, mit le feu à la citadelle et y périt. À cette époque, le nom Zimri devint synonyme de « traître qui a assassiné son maître ».
Il n'eut pas d'héritier au trône d'Israël, et Omri, chef de l'armée, lui succéda comme roi après avoir fait tuer Tibni, fils de Guinat, qui lui disputait le trône.